# 黑颈鹤
黑颈鹤（學名：Grus nigricollis），亦称高原鹤、藏鹤、西藏鹤、黑脖鹤，是世界上唯一的一种生长、繁殖在高原的鹤类。1876年，俄国探险家普尔热瓦尔斯基第一次在中国青海湖发现黑颈鹤，这是全球发现得最晚的一种鹤类，使世界鹤类总数达到15种。黑颈鹤名列中国98种特有鸟类中的第26号，属于中国国家一级保护动物，《濒危野生动植物种国际贸易公约》和国际鸟类红皮书把黑颈鹤定为全球急需拯救的鸟类。

## 分布地域
黑颈鹤分布区域狭窄，除中国外，有极少数在不丹栖息，原来在印度和越南曾有过少量黑颈鹤，但现已绝迹。在中国，黑颈鹤也只生存在青藏高原和云贵高原，包括青海、西藏、新疆、四川、甘肃、云南和贵州7个省区。黑颈鹤分布范围北起新疆的阿尔金山，延伸到甘肃的祁连山，南至西藏的喜马拉雅山北坡和云南的横断山，西起喀喇昆仑山，东至青藏高原东北缘的甘肃，青海和四川交界的松潘草地及云南与贵州交界的乌蒙山。其中，云南昭通市大山包被誉为“中国黑颈鹤之乡”。

## 体型特征

### 外部形态

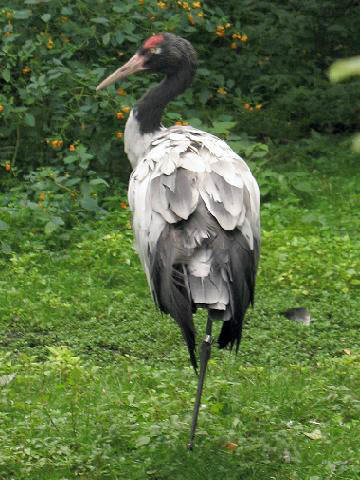
黑颈鹤

黑颈鹤为大型飞行涉禽，具有足长、喙长、颈长的典型涉禽类特征。成年黑鹤颈体重在5至7公斤之间，体长1.14到1.5米。

### 体色
黑颈鹤的体羽为灰白色，头顶皮肤血红色，并布有稀疏发状羽。除眼后和眼下方具一小白色或灰白色斑外，头的其余部分和颈的上部约2/3为黑色，故称黑颈鹤。它的初级飞羽和最内侧延长的次级飞羽呈黑色，后者被覆于尾羽上面。外侧次级飞羽内翈和尾羽黑色，尾上覆羽灰色。虹膜黄色。嘴角橄榄绿到角灰色，端部黄。附蹠和趾黑色，雌雄相似。幼鸟棕黄色，颈、背、翅部略深，腹部颜色较淡，其嘴、腿为肉红色。
在中国乌蒙山区一带，根据黑颈鹤的栖息地不同，灰白色覆盖的程度也不同，贵州草海四周有众多小型铅锌矿、冶炼厂，空气污染严重，黑色粉尘多，故当地黑颈鹤体羽偏黑色。昭通大山包海拔高，空气清新，有两个较大的水库，沼泽面积大，黑颈鹤经常洗澡，故体羽偏白。而会泽县长海子水库四周的山坡坡度大，形成的沼泽地少，黑颈鹤洗澡不方便，红土地的灰尘就给黑颈鹤羽毛添上一些土黄色。

## 习性与繁衍

### 习性
黑颈鹤栖息于海拔2500～5000米的高原，通常生活在沼泽地、湖泊及河滩等湿地环境。黑颈鹤为候鸟，每年早春3月集群离开越冬地云贵高原北上迁至青藏高原东北部，在高寒草甸沼泽地或湖泊河流沼泽地中选择适应的地区，于4月下旬开始繁殖育幼。到了10月下旬则飞到青藏高原东南部、云贵高原及中印、中巴边境过冬。黑颈鹤一般选择海拔在1900m以上湖泊、河流等湿地内，距离耕地较近且人、畜干扰较少的栖息地停歇。
黑颈鹤越冬时集群较大，一般都有十几只至几百只在一起，长途飞行时多排成“一”字纵队或“V”字队形前。刚飞到越冬地时黑颈鹤胆很小，特别警惕，一直要在空中盘旋，直到它们认为安全了才会慢慢降落下来。

### 繁殖
黑颈鹤在繁殖地主要以家族集群为主，筑巢于沼泽地带地势较高的草墩或泥墩上，占地范围比较大，每一对鹤大约占地2~4平方公里。
黑颈鹤的繁殖期从5月初开始，经常在早晨到中午时间交配，5月底开始产卵。没有明显的筑巢期，而是在开始产卵及以后整个卵化过程中不断完善巢穴，巢结构简单，大小不定，巢材无特殊需求，因生长的草被而定。黑颈鹤的营巢时间长短主要受营巢生境、月份和做巢类型的影响。刚产不久的卵淡青色,布满不规则的棕褪色斑点,特别是钝端十分密集,经孵化一般时间后,淡青色变为土褐色。
一对繁殖鹤一年只产一至两枚卵，经过31至33天，大约6月上旬，孵化的幼鹤就出壳了。出壳后的幼鹤经常打斗，有时体弱的幼鹤就会在打斗中死亡。幸存下来的幼鹤生长非常快，它必须在10月上旬以前学会飞行，否则当成鸟南迁时，幼鹤留在繁殖地，就会遭遇气候、食物和天敌带来的灾难，往往只有死路一条。

### 食物
黑颈鹤以绿色植物的根、芽为主食，兼食软体动物、昆虫、蛙类、鱼类等。在越冬地则主要吃当地的农作物，如土豆、玉米、荞麦、燕麦、萝卜等。

## 生态环境与保护

### 环境威胁
由于高原生活条件严酷，气候变化大，冬天积雪多，食物短缺，加之幼鹤成活率低，因此，黑颈鹤的种群数量十分稀少。随着人类活动的范围增大，黑颈鹤被迫向更高海拔地区转移，生存空间越来越小，食物的种类和数量也越来越少。20世纪50年代，印度、越南还有数百只黑颈鹤生活，云南很多海拔较低的地区也有不少黑颈鹤出没，但现在这些地区黑颈鹤都已绝迹。
黑颈鹤离不开湿地。湿地面积减少和部分湿地沙化现象严重，造成黑颈鹤食物短缺，在越冬地主要依赖农民秋收后散落在地里的农作物和春播种子为生，这就引生出“人鸟争食”的矛盾，农民为阻止黑颈鹤到农地里觅食，伤害黑颈鹤的事时有发生。同时，湿地土壤易受重金属污染，这会对黑颈鹤的取食和健康造成一定的危害。
云贵高原的沼泽，大多是泥炭型沼泽，当地农民在沼泽湿地挖“海垡”作燃料，不但破坏了湿地生态，还直接威胁到黑颈鹤的生存环境，因而“人鸟争地”的矛盾在一些地方也开始突显出来。在黑颈鹤繁殖地，牧民有拾蛋的习惯。每年5月，牧民把鹤巢里的蛋拿走，这也是黑颈鹤繁殖率低的一个原因。
另有调查发现，在靠近黑颈鹤夜宿和觅食地的地方，多发生鹤类和雁类误撞输电线而亡的情况。

### 保护
1983年在印度召开的国际鹤类保护会议公布，全球只有200只黑颈鹤。2020年推测全球黑颈鹤数量已超过1.5万只。
截止到2002年，中国西宁、北京动物园和国际鹤类基金会合作已成功地进行了黑颈鹤的人工繁殖。目前中国以保护黑颈鹤为主的各级自然保护区共有15个，其中有3个为国家级自然保护区。同時，根据《中华人民共和国刑法》规定，黑颈鹤作为中国国家一级保护动物，杀害烹食之将可能触犯非法猎捕、杀害珍贵、濒危野生动物罪，可能會受到刑事处罚。

## 文化象征
在藏传佛教中, 黑颈鹤被视为吉祥神圣的象征。